# 水曜どうでしょう放送事典
『水曜どうでしょう放送事典』（すいようどうでしょうほうそうじてん）は、北海道テレビ製作のバラエティ番組『水曜どうでしょう』から派生した本のこと。放送事典のほかに『どうでしょう本』や『水曜どうでしょう写真集』を発売している。
各旅の解説や、鈴井貴之と大泉洋によるインタビュー。さらに藤村D・嬉野D、番組スタッフによるインタビュー。前枠・後枠のすべてを紹介したページなど番組の細かい部分まで1冊に詰め込まれている。